# USS Swordfish (SS-193)
USS Swordfish (SS-193) là một  tàu ngầm lớp Sargo được Hải quân Hoa Kỳ chế tạo ngay trước Chiến tranh Thế giới thứ hai. Nó là chiếc đầu tiên của Hải quân Hoa Kỳ được đặt cái tên này, theo tên loài cá kiếm. Nó đã phục vụ trong suốt Thế Chiến II, thực hiện tổng cộng mười ba chuyến tuần tra, đánh chìm 12 tàu Nhật Bản, bao gồm một tàu khu trục với tổng tải trọng 47.928 tấn. Con tàu mất tích trong chuyến tuần tra cuối cùng vào tháng 1, 1945 tại khu vực quần đảo Ryūkyū, có thể do trúng mìn sâu thả từ tàu phòng vệ duyên hải đối phương. Swordfish được tặng thưởng danh hiệu Đơn vị Tuyên dương Hải quân cùng tám Ngôi sao Chiến trận do thành tích phục vụ trong Thế Chiến II.

## Thiết kế và chế tạo
Đặc tính của lớp Sargo hầu như tương tự với  Lớp Salmon dẫn trước, duy trì một tốc độ 21 hải lý trên giờ (39 km/h) để hoạt động phối hợp với các thiết giáp hạm trong đội hình hạm đội. Ngoài ra, tầm hoạt động 11.000 hải lý (20.000 km) cho phép chúng tuần tra đến tận vùng biển nhà Nhật Bản. Hệ thống động lực "tổng hợp" bao gồm bốn động cơ diesel, gồm hai chiếc vận hành trực tiếp trục chân vịt và hai chiếc để chạy máy phát điện dùng cho nạp ắc quy hay tăng tốc trên mặt nước.
Lớp Sargo có chiều dài 310 foot 6 inch (94,64 m), với trọng lượng choán nước khi nổi là 1.450 tấn Anh (1.470 t) và khi lặn là 2.350 tấn Anh (2.390 t). Chúng là lớp tàu ngầm đầu tiên được lắp đặt một kiểu ắc-quy a-xít chì mới "Kiểu Sargo" chịu đựng được hư hại trong chiến đấu nhờ lớp vỏ kép giúp ngăn ngừa việc rò rỉ acid sulfuric, có dung lượng nhỉnh hơn với 126 cell và điện áp danh định tăng lên 270 volt. Vũ khí trang bị chính gồm tám ống phóng ngư lôi 21 in (530 mm), gồm bốn ống trước mũi và bốn ống phía đuôi, một hải pháo 3 inch/50 caliber trên boong tàu và bốn súng máy M1919 Browning .30-caliber (7,62 mm).
Swordfish được đặt lườn tại Xưởng hải quân Mare Island ở Vallejo, California vào ngày 27 tháng 10, 1937. Nó được hạ thủy vào ngày 3 tháng 4, 1939, được đỡ đầu bởi cô Louise Shaw Hepburn, và được cho nhập biên chế cùng Hải quân Hoa Kỳ vào ngày 22 tháng 7, 1939 dưới quyền chỉ huy của Hạm trưởng, Đại úy Hải quân Chester Card Smith.

## Lịch sử hoạt động

### 1939–1941
Sau khi hoàn tất việc chạy thử máy và sửa chữa sau đó tại Xưởng hải quân Mare Island, Swordfish hoạt động từ căn cứ San Diego, California cho đến đầu năm 1941, khi nó lên đường đi sang Trân Châu Cảng. Đến ngày 3 tháng 11, nó cùng ba tàu ngầm khác lên đường hướng sang khu vực quần đảo Philippine, đi đến Manila vào ngày 22 tháng 11. Con tàu vẫn đang ở lại đây khi Hải quân Đế Quốc Nhật Bản bất ngờ tấn công căn cứ Trân Châu Cảng vào ngày 7 tháng 12 khiến chiến tranh bùng nổ tại Mặt trận Thái Bình Dương.

#### Chuyến tuần tra thứ nhất
Lên đường vào ngày hôm sau cho chuyến tuần tra đầu tiên trong chiến tranh, Swordfish hoạt động ngoài khơi bờ biển đảo Hải Nam, Trung Quốc. Nó đã gây hư hại cho nhiều tàu bè đối phương trong các ngày 9, 11 và 14 tháng 12, rồi đến ngày 16 tháng 12, tại vị trí về phía Nam Tam Á, nó phóng ba quả ngư lôi tấn công lúc 13 giờ 30 phút, đánh trúng tàu vận tải Lục quân Atsutasan Maru (8.662 tấn) ngay phòng động cơ, khiến mục tiêu chết đứng giữa biển tại tọa độ 18°06′B 109°44′Đ / 18,1°B 109,733°Đ; ba thủy thủ và 25 pháo thủ đã thiệt mạng. Bị bỏ lại, Atsutasan Maru tiếp tục trôi nổi và đắm hai ngày sau đó. Đến ngày 27 tháng 12, chiếc tàu ngầm quay trở lại Manila để đón lên tàu Bộ chỉ huy và Ban tham mưu Lực lượng Tàu ngầm Hạm đội Á Châu, để đưa họ đi sang Soerabaja, Java, đến nơi vào ngày 7 tháng 1, 1942.

### 1942

#### Chuyến tuần tra thứ hai
Khởi hành từ Soerabaja vào ngày 16 tháng 1, 1942 cho chuyến tuần tra thứ hai, Swordfish hoạt động tại vùng biển Celebes và chung quanh Philippines. Vào ngày 24 tháng 1, trong vịnh Kema về phía Nam Bitung thuộc tỉnh Bắc Sulawesi, nó phóng ngư đánh chìm tàu chở hàng Myoken Maru (4.124 tấn) tại tọa độ 01°22′B 125°05′Đ / 1,367°B 125,083°Đ; sáu thủy thủ đã thiệt mạng cùng con tàu. Đến ngày 20 tháng 2, nó đi ngầm tại lối ra vào Mariveles, Bataan, Luzon, rồi nổi lên lúc trời tối để đón lên tàu Tổng thống Philippines Manuel L. Quezon và gia đình, Phó tổng thống Sergio Osmeña, Chánh án tối cao José Abad Santos cùng ba sĩ quan quân đội Philippines. Nó khởi hành lúc 23 giờ 30 phút, băng qua một bãi thủy lôi rồi đi ngầm suốt ngày 21 tháng 2, đi đến bờ biển San Jose, Panay lúc 22 giờ 00 ngày 22 tháng 2, và dừng lại khoảng một dặm ngoài khơi bờ biển lúc 02 giờ 30 phút ngày 23 tháng 2. Các vị khách rời tàu lúc khoảng 03 giờ 00, còn chiếc tàu ngầm quay trở lại vịnh Manila để tiếp tục đón Cao ủy Philippines, rồi đi đến Fremantle, Australia vào ngày 9 tháng 3.

#### Chuyến tuần tra thứ ba
Khởi hành từ Fremantle vào ngày 1 tháng 4 cho chuyến tuần tra thứ ba, Swordfish có nhiệm vụ chuyển 40 tấn tiếp liệu đến Corregidor đang bị đối phương bao vây. Tuy nhiên hòn đảo đã thất thủ trước khi nó đến nơi, và chiếc tàu ngầm chuyển sang tuần tra tại khu vực đảo Ambon. Những mục tiêu nó phát hiện đều ở bên ngoài tầm bắn, nên nó kết thúc chuyến tuần tra và quay trở về Fremantle vào ngày 1 tháng 5, nơi nó được bảo trì cặp bên mạn tàu tiếp liệu tàu ngầm Otus (AS-20).

#### Chuyến tuần tra thứ tư
Trong chuyến tuần tra thứ tư từ ngày 15 tháng 5 đến ngày 4 tháng 7, Swordfish có mặt tại eo biển Makassar vào ngày 23 tháng 5, khi nó có thể đã gây hư hại cho chiếc Asakaze Maru. Sau đó trong biển Đông vào ngày 29 tháng 5, nó phối hợp với tàu ngầm Seal (SS-183) phóng ngư lôi đánh trúng và gây hư hại nặng cho tàu tiếp liệu tàu ngầm Rio de Janeiro Maru (9.627 tấn). rồi ngay sau đó phóng tiếp hai quả ngư lôi, đánh chìm tàu vận tải Lục quân Tatsufuku Maru (1.900 tấn) ở vị trí eo biển Balabac về phía Bắc Borneo, tại tọa độ 07°33′B 116°18′Đ / 7,55°B 116,3°Đ, khiến 12 thủy thủ cùng 36 binh lính tử trận. Trong vịnh Thái Lan vào ngày 12 tháng 6, nó phóng hai loạt với bốn quả ngư lôi đánh chìm tàu chở hàng Burma Maru (4.585 tấn) ở vị trí về phía Tây Bắc đảo Wai, tại tọa độ 10°08′B 102°34′Đ / 10,133°B 102,567°Đ. Nó kết thúc chuyến tuần tra khi quay trở về căn cứ Fremantle.

#### Chuyến tuần tra thứ năm và thứ sáu
Các chuyến tuần tra thứ năm trong biển Sulu và chuyến thứ sáu tại khu vực quần đảo Solomon không đem lại kết quả, mà Swordfish lại liên can đến các sự việc bắn nhầm. Vào ngày 12 tháng 11, nó có thể đã bắn nhầm và gây hư hại cho tàu schooner HMAS Fauro Chief trong cảng tại đảo Misima. Đến ngày 26 tháng 11, đang khi đi trên mặt biển ngoài khơi mũi Ward Hunt, New Guinea, một máy bay ném bom North American B-25 Mitchell Không lực nhầm nó là một tàu ngầm Nhật Bản nên tấn công. Chiếc tàu ngầm phải lặn khẩn cấp né tránh, và xuống đến độ sâu 120 foot (37 m) khi bốn quả bom phát nổ về phía đuôi tàu, nhưng không gây hư hại hay tổn thất nào.

### 1943

#### Chuyến tuần tra thứ bảy
Trong chuyến tuần tra thứ bảy, vào ngày 19 tháng 1, 1943, Swordfish đã phóng ngư lôi đánh chìm tàu chở hàng Myoho Maru (4.122 tấn) ở vị trí về phía Đông Bắc Buin, Bougainville, tại tọa độ 05°38′N 156°20′Đ / 5,633°N 156,333°Đ; 61 hành khách cùng ba thủy thủ đã thiệt mạng. Đến ngày 7 tháng 2, con tàu lại bị bắn nhầm một lần nữa lúc 09 giờ 25 phút, khi bị một máy bay ném bom B-17 Flying Fortress Không lực tấn công trên mặt nước ở vị trí khoảng 240 nmi (440 km) về phía Đông Bắc Kavieng, New Ireland, tại tọa độ 00°12′B 152°00′Đ / 0,2°B 152°Đ. Hỏa lực súng máy đã bắn trúng tháp chỉ huy trong khi chiếc tàu ngầm phải lặn khẩn cấp, tiếp nối bởi một vụ nổ, và nó chìm xuống đến độ sâu 170 ft (52 m) trước khi lấy lại độ sâu bình ổn ở 90 ft (27 m). Con tàu hư hại đáng kể đến mức nó phải chấm dứt chuyến tuần tra và quay trở về căn cứ để sửa chữa, đi đến Trân Châu Cảng vào ngày 23 tháng 2.

#### Chuyến tuần tra thứ tám
Sau khi được sửa chữa và đại tu tại Trân Châu Cảng, Swordfish lên đường vào ngày 29 tháng 7 cho chuyến tuần tra thứ tám. Trên tuyến hàng hải giữa Rabaul và Palau, nó bắt gặp một đoàn ba tàu buôn và hai tàu hộ tống vào ngày 22 tháng 8, và đến 11 giờ 38 phút đã phóng ngư lôi đánh chìm tàu chở hàng Nishiyama Maru (tên khác là Seizan Maru) (3.016 tấn) tại tọa độ 02°55′B 136°43′Đ / 2,917°B 136,717°Đ, ba hành khách cùng bốn thủy thủ đã thiệt mạng cùng con tàu. Nó lại đánh chặn một đoàn tàu vận tải khác vào ngày 5 tháng 9, phóng ngư lôi lúc 13 giờ 12 phút và đánh trúng tàu chở hàng Tenkai Maru (3.203 tấn), khiến mục tiêu đắm hơn một giờ sau đó ở phía Bắc New Guinea, tại tọa độ 01°10′B 142°10′Đ / 1,167°B 142,167°Đ; ba hành khách cùng ba thủy thủ đã thiệt mạng. Tàu săn ngầm CH-33 hộ tống đã phản công với 10 quả mìn sâu được thả xuống, nhưng Swordfish thoát được và về đến căn cứ Brisbane, Australia vào ngày 20 tháng 9.

#### Chuyến tuần tra thứ chín
Chuyến tuần tra thứ chín của Swordfish chỉ kéo dài ba tuần lễ. Ngay khi đi đến khu vực tuần tra được chỉ định, con tàu gặp trục trặc kỹ thuật nên phải quay trở về căn cứ.

### 1944

#### Chuyến tuần tra thứ mười
Swordfish lên đường vào ngày 26 tháng 12, 1943 cho chuyến tuần tra thứ mười dưới quyền chỉ huy của hạm trưởng mới Karl G. Hensel, hạm trưởng tàu ngầm lớn tuổi nhất của Hạm đội Thái Bình Dương và từng là Tư lệnh Đội tàu ngầm 101. Đi đến khu vực tuần tra được chỉ định ngoài khơi vịnh Tokyo, chiếc tàu ngầm bị ảnh hưởng bởi những thiết bị đã cũ, gặp phải sự cố về radar và phát sinh đám cháy do chập điện. Vào ngày 13 tháng 1, 1944, nó phóng ngư lôi đánh chìm tàu chở hàng Yamakuni Maru 6.921 GRT tại tọa độ 33°16′B 139°30′Đ / 33,267°B 139,5°Đ, và sau đó chịu đựng đợt phản công bằng mìn sâu quyết liệt khá gần con tàu, khiến nó gặp sự cố mất điện. Chiếc tàu ngầm đang đi ngầm dưới nước vào bình minh ngày hôm sau, khi nó phát sinh hai đám cháy, mất điện và gần như chìm xuống đến đáy biển, và khi tìm cách trồi lên mặt nước lại đụng độ với một tàu tuần tra đối phương ở gần đó; Swordfish có điện trở lại kịp thời để lặn xuống né tránh đối phương.
Lúc khoảng 22 giờ 00 ngày 14 tháng 1, Swordfish phát hiện một con tàu qua radar ở khoảng cách 7 nmi (13 km); mục tiêu là chiếc tàu buôn Delhi Maru (2.182 tấn), đang trong chuyến hải hành đầu tiên sau khi được cải biến thành một tàu Q-ship. Có dáng dấp bên ngoài giống như một tàu buôn, Delhi Maru được trang bị sonar, các khoang kín nước, máy phóng mìn sâu và các khẩu hải pháo được ngụy trang kín đáo, nhằm mục đích đánh lừa và tiêu diệt tàu ngầm đối phương. Đến nữa đêm, Swordfish tấn công với một loạt ba quả ngư lôi Mark 14 đã được chỉnh sửa từ ống phóng phía mũi; cả ba đều trúng đích khiến Delhi Maru nổ tung và đắm tại tọa độ 34°12′B 139°54′Đ / 34,2°B 139,9°Đ. Hai tàu tuần tra đối phương đã phản công bằng mìn sâu trong suốt ba giờ, buộc chiếc tàu ngầm phải lặn sâu trước khi có thể đi thoát.
Đến ngày 17 tháng 1, thông tin tình báo tín hiệu đã hướng dẫn cho Swordfish đánh chặn chiếc Shōkaku và các tàu hộ tống. Nó không nhìn thấy tàu sân bay đối phương trong bối cảnh trời tối, nhưng phát hiện mục tiêu qua radar đang di chuyển với tốc độ 27 kn (50 km/h) ở khoảng cách 16.000 yd (15 km). Để tránh bị đối phương phát hiện, Swordfish lặn xuống, nhưng lại đối đầu trực diện với một trong các tàu hộ tống cho Shōkaku ở khoảng cách 2.000 yd (1,8 km), vốn đã di chuyển ngay bên trên chiếc tàu ngầm khi nó lặn xuống. Swordfish phóng một loạt bốn quả ngư lôi từ các ống phóng phía đuôi nhắm vào Shōkaku đang lượt nhanh qua, tất cả đều bị trượt. Đến ngày 27 tháng 1, nó phóng ngư lôi tấn công chiếc Kasagi Maru (3.140 tấn), một tàu buôn được cải biến thành pháo hạm phụ trợ; mục tiêu vỡ làm đôi và đắm tại tọa độ 34°12′B 139°54′Đ / 34,2°B 139,9°Đ. Chiếc tàu ngầm kết thúc chuyến tuần tra tại Trân Châu Cảng vào ngày 7 tháng 2.

#### Chuyến tuần tra thứ mười một
Swordfish lên đường vào ngày 13 tháng 3 cho chuyến tuần tra thứ mười một, và hoạt động tại vùng biển quần đảo Mariana. Cho dù chiếc tàu ngầm đã gây hư hại cho một số tàu đối phương, không có thành tích nào được công nhận, và nó quay trở về căn cứ tại Majuro vào ngày 29 tháng 4.

#### Chuyến tuần tra thứ mười hai
Thực hiện chuyến tuần tra thứ mười hai tại khu vực quần đảo Bonin, vào ngày 9 tháng 6, Swordfish bắt gặp tàu khu trục Matsukaze (1.270 tấn) ở vị trí 70 mi (110 km) về phía Đông Nam Chichi-jima, và đã phóng hai quả ngư lôi phía mũi tàu đánh chìm đối thủ tại tọa độ 26°59′B 143°13′Đ / 26,983°B 143,217°Đ. Đến ngày 15 tháng 6, nó tiếp tục phóng ngư lôi đánh chìm tàu vận tải Kanseishi Maru 1.804 GRT ở vị trí 90 mi (140 km) về phía Đông Nam đảo Minami Tori-shima, tại tọa độ 29°30′B 141°14′Đ / 29,5°B 141,233°Đ. Sau đó vào ngày 27 tháng 6, chiếc tàu ngầm gây hư hại nặng cho hai tàu đánh cá gần Chichi-jima, và đến ngày 30 tháng 6 đã đánh chìm hoặc gây hư hại nặng cho một tàu tuần tra. Nó ghé đến Midway vào ngày 5 tháng 7 trước khi kết thúc chuyến tuần tra tại Trân Châu Cảng vào ngày 9 tháng 7.

### 1945

#### Chuyến tuần tra thứ mười ba
Swordfish khởi hành từ Trân Châu Cảng vào ngày 22 tháng 12, 1944 cho chuyến tuần tra thứ mười ba. Nó tiếp thêm nhiên liệu tại Midway vào ngày 26 tháng 12 trước khi hướng sang khu vực tuần tra được chỉ định tại quần đảo Ryūkyū. Ngoài nhiệm vụ tuần tra như thường lệ, chiếc tàu ngầm còn có nhiệm vụ trinh sát hình ảnh Okinawa nhằm chuẩn bị cho cuộc đổ bộ sắp tiến hành.
Đến ngày 2 tháng 1, 1945, nó được lệnh trì hoãn các hoạt động và giữ khoảng cách xa quần đảo Ryūkyū cho đến khi máy bay từ các tàu sân bay thuộc Đệ Tam hạm đội hoàn tất chiến dịch không kích xuống Okinawa, và được chỉ thị hoạt động tại khu vực phụ cận 30°B 132°Đ / 30°B 132°Đ cho đến khi có mệnh lệnh mới. Swordfish hồi đáp mệnh lệnh này vào ngày 3 tháng 1, và là lần cuối cùng nó liên lạc về căn cứ. Đến ngày 9 tháng 1, Bộ tư lệnh Tàu ngầm Hạm đội Thái Bình Dương chỉ thị cho Swordfish thực hiện các nhiệm vụ đặc biệt tại Okinawa, với ước tính sẽ được hoàn thành trong vòng bảy ngày, và sau đó sẽ quay trở về Saipan hay Midway. Khi chiếc tàu ngầm không hiện diện tại các căn cứ này vào ngày 15 tháng 2, và mọi nỗ lực liên lạc với nó qua vô tuyến đều thất bại, Swordfish được cho là đã bị mất mà không thể xác định rõ nguyên nhân.
Báo cáo tác chiến của tàu ngầm Kete (SS-369), vốn cùng hoạt động tại khu vực phụ cận Okinawa, cho biết Kete phát hiện một tàu ngầm qua radar vào sáng ngày 12 tháng 1, và tin rằng tàu ngầm đó chính là Swordfish. Bốn giờ sau đó, nó nghe thấy tiếng nổ của mìn sâu tại khu vực, và suy đoán rằng hậu quả của đợt tấn công này là nguyên nhân khiến Swordfish bị mất. Tuy nhiên ghi chép của phía Nhật Bản không ghi nhận đợt tấn công nào như Kete mô tả trong ngày 12 tháng 1, cũng như không có bất kỳ cuộc tấn công nào có thể đánh chìm Swordfish. Ngoài ra vào lúc đó nhiều bãi thủy lôi đã được rải chung quanh Okinawa, vì phía Nhật Bản dự đoán lực lượng Đồng Minh có kế hoạch đổ bộ lên hòn đảo này, và phần lớn thủy lôi được rải gần bờ. Vì thế nhiều khả năng Swordfish đã đắm do bị tấn công bằng mìn sâu trước khi đến được Okinawa, hoặc mất do trúng mìn trong khu vực này. Các nguồn Nhật Bản đôi khi cho rằng Swordfish đã đánh chìm tàu vận tải nhỏ Shoto Maru vào ngày 4 tháng 1, rồi bị phản công và đánh chìm bởi tàu phòng vệ duyên hải CD-4.

## Phần thưởng
Swordfish được tặng thưởng danh hiệu Đơn vị Tuyên dương Hải quân cùng tám Ngôi sao Chiến trận do thành tích phục vụ trong Thế Chiến II. Nó được ghi công đã đánh chìm 12 tàu Nhật Bản, bao gồm một tàu khu trục với tổng tải trọng 47.928 tấn.
|  |                                                       |  |
|  | Silver star · Bronze star · Bronze star · Bronze star |  |

| Dãi băng Hoạt động Tác chiến  | Dãi băng Hoạt động Tác chiến                                            | Đơn vị Tuyên dương Hải quân                                             | Đơn vị Tuyên dương Hải quân          |
| Huân chương Chiến dịch Hoa Kỳ | Huân chương Chiến dịch Châu Á-Thái Bình Dương với 8 Ngôi sao Chiến trận | Huân chương Chiến dịch Châu Á-Thái Bình Dương với 8 Ngôi sao Chiến trận | Huân chương Chiến thắng Thế Chiến II |